# Phalera nigristriga
Phalera nigristriga är en fjärilsart som beskrevs av Joannis 1913. Phalera nigristriga ingår i släktet Phalera och familjen tandspinnare. Inga underarter finns listade i Catalogue of Life.